# Lussuria (film 2000)
Lussuria (Women of the Night) è un film del 2000 diretto da Zalman King.

## Trama
Il film racconta la doppia vita di donne che, come la protagonista, una conduttrice radiofonica non vedente, conducono una vita normale durante il giorno e che durante la notte cercano di scoprire il loro lato più erotico.